# Antillotettix nanus
Antillotettix nanus är en insektsart som beskrevs av Perez-gelabert 2003. Antillotettix nanus ingår i släktet Antillotettix och familjen torngräshoppor. Inga underarter finns listade i Catalogue of Life.